# Fakir Musafar
Fakir Musafar, nacido como Roland Loomis (Aberdeen, Dakota del Sur, 10 de agosto de 1930-Menlo Park, California; 1 de agosto de 2018), fue un artista de la modificación corporal y fotógrafo estadounidense. Fue uno de los primeros defensores del movimiento primitivo moderno.
Se sometió a diversos procesos de modificación y enseñó varias técnicas tales como perforaciones en el cuerpo, tightlacing, la escarificación, el tatuaje, y la suspensión corporal. También fue visto como una «figura icónica» dentro del BDSM (bondage, dominación y sumisión y sadomasoquismo) y el fetichismo.
Es citado ampliamente como el padre del movimiento primitivo moderno.

## Breve biografía
A la edad de cuatro años Musafar afirmó tener sueños de vidas pasadas. Según su propio testimonio, realizó su primera modificación a los doce años y rechazó todas las doctrinas cristianas.
Ingeniero eléctrico de profesión, poseía una maestría en Escritura creativa, posgrado que cursó en la Universidad Estatal de San Francisco. Una vez adulto, decidió cambiar su nombre por Fakir Musafar.

## Carrera
Sus trabajos fotográficos y de escritura han sido publicados en varias revistas. También dictó conferencias y seminarios sobre modificaciones y rituales. Su arte en la fotografía se ha exhibido en varias galerías, entre ellas, en Fahey/Klein en Los Ángeles.
Musafar realizó conferencias en colegios y universidades, y a otros grupos con intereses especiales. Se consideró como un artista con más de cuarenta años de experiencia en las artes corporales. También fue el fundador y director de la Escuela Profesional de la perforación del cuerpo, la primera en los Estados Unidos.
Musafar aparece en el libro Modern Primitives, publicados por RE/Search Publications, y en el largometraje Dances Sacred and Profane. También aparece en la película Modify, y en un documental de Charles Gatewood llamado Dances Sacred and Profane.
Murió el 1 de agosto de 2018 víctima de cáncer pulmonar, siendo su deceso anunciado en Facebook.